# Episodi di Der Kommissar (terza stagione)
La terza stagione della serie televisiva Der Kommissar è stata trasmessa in anteprima in Germania Ovest dalla ZDF tra l'8 gennaio 1971 e il 17 dicembre 1971.
| nº | Titolo originale             | Titolo italiano | Prima TV Germania Ovest | Prima TV Italia |
| -- | ---------------------------- | --------------- | ----------------------- | --------------- |
| 1  | Der Moormörder               |                 | 8 gennaio 1971          |                 |
| 2  | Besuch bei Alberti           |                 | 29 gennaio 1971         |                 |
| 3  | Ende eines Tanzvergnügens    |                 | 26 febbraio 1971        |                 |
| 4  | Die Anhalterin               |                 | 19 marzo 1971           |                 |
| 5  | Lagankes Verwandte           |                 | 16 aprile 1971          |                 |
| 6  | Der Tote von Zimmer 17       |                 | 7 maggio 1971           |                 |
| 7  | Lisa Bassenges Mörder        |                 | 28 maggio 1971          |                 |
| 8  | Tod eines Ladenbesitzers     |                 | 18 giugno 1971          |                 |
| 9  | Die andere Seite der Straße  |                 | 10 settembre 1971       |                 |
| 10 | Grau-roter Morgen            |                 | 1º ottobre 1971         |                 |
| 11 | Als die Blumen Trauer trugen |                 | 22 ottobre 1971         |                 |
| 12 | Der Tod des Herrn Kurusch    |                 | 12 novembre 1971        |                 |
| 13 | Kellner Windeck              |                 | 26 novembre 1971        |                 |
| 14 | Ein rätselhafter Mord        |                 | 17 dicembre 1971        |                 |

## Der Moormörder
- Diretto da:
- Scritto da:

### Trama
Durante una passeggiata, dei passanti trovano un cadavere in una palude. Durante le indagini avviene però un secondo omicidio, probabilmente compiuto dallo stesso assassino.
- Guest star: Louise Martini, Harald Leipnitz, Charles Regnier, Hilde Hildebrand, Gustl Halenke, Hartmut Becker, Simone Rethel, Maria Landrock, Willy Friedrichs

## Besuch bei Alberti
- Diretto da:
- Scritto da:

### Trama
Indagini nelle alte sfere. Il proprietario d'impresa Alberti viene colto da estremo nervosismo quando un dipendente lascia l'azienda più tardi del solito. In effetti questi era stato per un pelo testimone di un omicidio.
- Guest star: Christine Wodetzky, Herbert Mensching, Klaus Schwarzkopf, Carl Lange

## Ende eines Tanzvergnügens
- Diretto da:
- Scritto da:

### Trama
Un giovane uomo non torna vivo da un ballo. Il Commissario ha effettivamente a disposizione tutta la cerchia di sospettati tra i partecipanti alla festa, i quali però mantengono tutti un sospettoso silenzio.
- Guest star: Karl-Michael Vogler, Gisela Peltzer, Alice Treff, Dirk Dautzenberg, Ellen Umlauf, Friedrich Maurer, Alexandra Marischka

### Colonna sonora
- Mungo Jerry, In the Summertime, San Francisco Bay Blues
- Black Sabbath, Paranoid
- Bob Dylan, Wigwam

## Die Anhalterin
- Diretto da:
- Scritto da:

### Trama
Una ragazza viene trovata morta sui binari della ferrovia. Sembrerebbe trattarsi di suicidio, ma dalle indagini risulta invece che la ragazza è stata uccisa. Si scopre che era solita viaggiare come autostoppista, e sempre con lo stesso camionista.
- Guest star: Karin Baal, Peer Schmidt, Werner Pochath, Hans-Michael Rehberg, Max Mairich, Friedrich G. Beckhaus, Lambert Hamel, Helga Lehner, Ellen Frank, Willy Harlander

## Lagankes Verwandte
- Diretto da:
- Scritto da:

### Trama
Furto in gioielleria: il ladro viene scoperto ed uccide il proprietario. Il Commissario Keller sospetta che l'autore, che evidentemente conosceva molto bene il posto, provenga dalla sfera parentale.
- Guest star: Josef Meinrad, Ralf Schermuly, Susanne Uhlen, Volker Lechtenbrink, Martin Urtel, Konrad Georg, Margit Weinert, Ann Höling, Hannes Kaetner

### Colonna sonora
- Eric Burdon & War, Tobacco Road

## Der Tote von Zimmer 17
- Diretto da:
- Scritto da:

### Trama
Un cliente di un hotel viene trovato morto. Presto si scopre che era estremamente impopolare tra il personale: il Commissario sospetta che il colpevole sia proprio tra di loro.
- Guest star: Peter Pasetti, Hannelore Elsner, Peter Chatel, Günter Mack, Hans Quest, Hans Schweikart, Joseph Offenbach, Ursula Grabley, Paula Braend

## Lisa Bassenges Mörder
- Diretto da:
- Scritto da:

### Trama
Lisa Bassenge è stata strangolata. La bella cameriera di un cafè alla stazione aveva molti ammiratori, ma era in mani salde. Se il movente fosse la gelosia, la cerchia dei sospettati sarebbe molto grande. Il Commissario Keller cerca di tendere una trappola al colpevole.
- Guest star: Boy Gobert, Klausjürgen Wussow, Peter Ehrlich, Diana Körner, Gert Haucke, Addi Adametz, Jan Hendriks, Gustl Weishappel, Michael Habeck, Günther Geiermann

## Tod eines Ladenbesitzers
- Diretto da:
- Scritto da:

### Trama
Il proprietario di una bottega, Heinze, viene ucciso. Il sospetto cade su diversi abitanti della vicina casa di riposo per anziani. Il Commissario indaga tra pensionati, veterani di guerra e soggetti irritabili.
- Guest star: Curt Bois, Hans Hermann Schaufuß, Fritz Rasp, Werner Kreindl, Margarethe von Trotta, Sigurd Fitzek, Max Grießer, Karl Obermayr

## Die andere Seite der Straße
- Diretto da:
- Scritto da:

### Trama
Un uomo viene ucciso con un colpo d'arma da fuoco. Le indagini conducono alla società mondana, dove nessuno è entusiasta all'idea di aiutare la polizia. Poi accade un secondo omicidio, ed il Commissario decide di tendere una trappola al colpevole.
- Guest star: Christine Ostermayer, Bruno Hübner, Gerd Baltus, Lieselotte Quilling, Klaus Höhne, Wolfried Lier, Hans Brenner

### Colonna sonora
- Rolling Stones, vari
- The Greatest Show on Earth, Borderline

## Grau-roter Morgen
- Diretto da:
- Scritto da:

### Trama
Una ragazza eroinomane viene trovata morta per un colpo di arma da fuoco nell'Isar. Le indagini conducono ad un ambiente estremamente drammatico e agli abissi di una famiglia distrutta dalla tossicodipendenza della figlia.
- Guest star: Lilli Palmer, Hans Caninenberg, Sabine Sinjen, Annemarie Wendl, Michael Hinz, Fred Haltiner, Harry Engel, Carin Braun

### Colonna sonora
- Mike Kennedy, Louisiana

## Als die Blumen Trauer trugen
- Diretto da:
- Scritto da:

### Trama
Qualcuno spara a morte al dott. Trotta nel suo giardino. Insolita era la sua passione per la strana band Joker Five, con la quale non condivideva solo l'amore per la musica. Il Commissario Keller sospetta che il colpevole sia uno della band, ma la situazione è più complicata di quanto non sembrasse all'inizio.
- Guest star: Paul Hoffmann, Inge Birkmann, Heinz Ehrenfreund, Sylvia Lukan, Klaus Wildbolz, Thomas Piper, Ruth Drexel, Lambert Hamel, Margit Weinert

## Der Tod des Herrn Kurusch
- Diretto da:
- Scritto da:

### Trama
Il sig. Kurusch è proprietario di un condominio e di fronte ai suoi affittuari si comporta in modo dispotico. L'affitto viene incassato di persona ed in contanti, e con esso le angherie. Uno dei locatari decide di ucciderlo e di portargli via il contante, ma quando entra nell'appartamento del proprietario, armato di martello, è troppo tardi: Kurusch è già stato ucciso e l'inquilino diventa automaticamente il primo sospettato.
- Guest star: Cornelia Froboess, Wolfgang Büttner, Volkert Kraeft, Christiane Krüger, Martha Wallner, Heinz Baumann, Otto Bolesch, Hannes Kaetner, Margit Weinert

## Kellner Windeck
- Diretto da:
- Scritto da:

### Trama
Un cameriere viene strangolato e buttato in una fontana. Era molto amato dai suoi avventori, ma presto si scopre che questo valeva in particolar modo per alcune clienti di sesso femminile. Il Commissario sospetta che il colpevole sia un marito geloso. Questo è il secondo episodio in cui Erik Ode si occupa della regia.
- Guest star: Michael Verhoeven, Claus Biederstaedt, Rose-Marie Kirstein, Angela Salloker, Edith Heerdegen, Inge Langen, Hans Korte, Thomas Frey, Axel Scholtz, Iris Berben

## Ein rätselhafter Mord
- Diretto da:
- Scritto da:

### Trama
Qualcuno spara ad uno studente in piena strada: la pallottola può essere partita solo da una precisa casa. Ancora una volta le indagini conducono nello strano microcosmo di un condominio, pieno di bizzarri inquilini.
- Guest star: Maria Wimmer, Herbert Fleischmann, Dieter Borsche, Jane Tilden, Donata Höffer, Eva-Ingeborg Scholz, Hansi Jochmann, Heidi Stroh, Manfred Seipold, Thomas Astan, Johannes Buzalski, Günther Kaufmann, Willy Schäfer, Günther Geiermann

### Colonna sonora
- Creedence Clearwater Revival, Sweet Hitch-Hiker - Sailor's Lament